# It's My Life (Bon Jovi)
"It's My Life" pjesma je američkog rock sastava Bon Jovi. Pjesma je objavljena 23. svibnja 2000. godine, kao treći singl sa sedmog albuma sastava, Crush iz 2000. godine. Pjesmu su napisali i producirali Jon Bon Jovi, Richie Sambora, i Max Martin, s dodatkom produkcije Lukea Ebbina.
Pjesma je dominirala glazbenim ljestvicama, na prvom mjestu bila je u Austriji, Flandriji, Italiji, Nizozemskoj, Portugalu, Rumunjskoj, Španjolskoj i Švicarskoj, dok je u top 10 ušla u mnogim drugim državama, a u SAD-u na 33. mjestu na Billboard Hot 100. Također se pojavila u reklamama za Mitsubishi motore od 2001. do 2004. godine.

## Pozadina
U pjesmi su korišteni mnogi elementi tipičnih Bon Jovijevih pjesama, kao što je Samborin talk box, kao i stih u pjesmi koji govori o Tommyiju i Gini: "For Tommy and Gina, who never backed down", fiktivnom paru o kojem su Bon Jovi i Sambora prvi puta pisali u njihovom hitu iz 1986. "Livin' on a Prayer".
"It's My Life" se spominje još jednog glazbenika iz New Jerseya, Franka Sinatru: "My heart is like an open highway / Like Frankie said / I did it 'My Way'." Jon Bon Jovi i Richie Sambora se navodno nisu složili oko stiha, o čemu je Bon Jovi rekao:
»Upravo sam završio posao u filmu Podmornica U-571 pa sam rekao "Sinatra je snimio 16 filmova i nastupao do svoje 80-te. On mi je uzor." A on [Sambora] je rekao, "Ne možeš napisati taj suludu rečenicu. Nikoga nije briga za Sinatru osim tebe." A ja sam ga svejedno napisao.«
Za svoju obradu, Paul Anka otpjevao je stih kao "Frankie said he did it my way", pošto je Anka napisao Sinatrinu pjesmu "My Way".

## Kritike obožavatelja
"Nitko nije previdio 'It's My Life'," rekao je Jon Bon Jovi 2007. godine. "Osim nas naravno. Znali smo da imamo hit."  Pjesma je postala himna koja se svidjela mnogim obožavateljima. Bon Jovi je kasnije rekao: "Činilo mi se kao da nesvjesno pišem o svom životu, i meni samom. Nisam shvatio da će rečenicu 'It's My Life' ljudi prigrliti sebi i svom životu – tinejdžeri, stariji, mehaničari, i tko već. 'To je moj život i ja sam glavni.' Svatko se katkad tako osjeća."

## Glazbeni video
Glazbeni video režirao je Wayne Isham. Will Estes (kao Tommy) i Shiri Appleby (kao Gina) su glavni likovi. Na početku, Tommy gleda snimku Bon Jovijevog koncerta na računalu, kad mu majka kaže da iznese smeće. Odjednom, Gina zove te kaže Tommyiju da odmah dođe u tunel u kojem se upravo održava koncert. Tommy istrči iz stana te baca smeće. Zatim trči kroz ulice Los Angelesa, sve do samog koncerta, do kojeg su ga gonili psi, do kojeg je trčao maraton, pozirao za fotografije i zakočio kamion Video je inspiriran filmom Trči Lola trči. Jon Bon Jovi upoznao je Estesa na snimanju Podmornice U-571 gdje ga je odabrao za video. Koncert u video održava se u 2nd Street Tunnelu.
Najgledaniji je glazbeni video Bon Jovija na YouTubeu, s više od 850 milijuna pregleda od lipnja 2020. godine.

## Zasluge
- Jon Bon Jovi – vokali
- Richie Sambora – glavna gitara, talk box
- Hugh McDonald – bas-gitara, prateći vokali
- Tico Torres – bubnjevi, udaraljke
- David Bryan – klavijature, prateći vokali